# منزنیتا (اورگن)
منزنیتا (به انگلیسی: Manzanita) شهری در شهرستان تیلموک ایالت اورگن است و در سرشماری سال ۲۰۱۱ میلادی، ۵۹۸ نفر جمعیت داشته که نسبت به سال ۲۰۱۰، ۱٫۱۷ درصد رشد جمعیت داشته‌است.